# سیدنی بروملی
سیدنی بروملی (انگلیسی: Sydney Bromley؛ ۲۴ ژوئیهٔ ۱۹۰۹ – ۱۴ اوت ۱۹۸۷) هنرپیشه اهل بریتانیا بود. از فیلم‌هایی که وی در آن نقش داشته است می‌توان به ژان مقدس، خون‌آشام‌کشان نترس، فراطبیعی، شمعدان و مکبث اشاره کرد.